# Capparis odoratissima
El olivo de Cumaná (Capparis odoratissima) es un arbolito o arbusto originario de la región norteña de Sudamérica, Centroamérica y México.

## Descripción
Es un arbolito de entre 3-14 m de altura, ramas tortuosas, follaje denso. Pecíolo de 5 × 40 mm; hojas simples, perennes, alternas, correosas, verde oscuras, elípticas, grandes, de 2-4 x 1-3 cm; márgenes simples, nervadura central prominente en la cara inferior, y muchas hojas con escotadura en el extremo. Ramas finas, muy ramificadas, presenta lenticelas, corteza lisa, verde, sin espinas.
Inflorescencia con flores perfectas, completas, solitarias, grandes, de 3-5 cm de largo; 4-sépalos libres, carnosos, verdes; 4-pétalos libres, amarillentos. 40-80-estambres muy largos, vistosos, ovario súpero, cilíndrico, separado de los demás ciclos florales por un pedicelo largo (ginóforo).
Fruto cápsula (semeja una chaucha), 4-11 cm de largo, con notables estrangulaciones. Abre sola a la madurez, 1 a 7 semillas, castañas, lisas, como porotos, 8 x 4 mm; suelen germinar en la planta.
De este arbusto se utiliza la raíz, la corteza y los capullos florales. Aunque no es una planta medicinal en sí misma, tiene algunas propiedades terapéuticas.

## Ecología
Es parte del estrato arbóreo bajo y arbustivo del bosque. Abunda en ambientes degradados. Prefiere sitios secos, soleados, salobres como los peladares.

## Propiedades
En Oaxaca esta planta es utilizada para aplicar enemas.

## Taxonomía
Capparis odoratissima fue descrito por  Nikolaus Joseph von Jacquin  y publicado en Plantarum Rariorum Horti Caesarei Schoenbrunnensis 1: 57–58, t. 110. 1797.
Etimología
Capparis: nombre genérico que procede del griego: kapparis que es el nombre de la alcaparra.
odoratissima: epíteto latino que significa "la más olorosa".
Sinónimos
- Capparis breynia Kunth
- Capparis ferriginea Willd. ex Eichler
- Capparis intermedia Kunth
- Capparis lepidota (Turcz.) Knuth
- Capparis torulosa Griseb. ex Hemsl.
- Colicodendron lepidotum Turcz.
- Intutis amygdalina Raf.
- Quadrella intermedia (Kunth) J. Presl
- Quadrella odoratissima (Jacq.) Hutch.[7]